# Sonja Rozman
Sonja Rozman, slovenska telovadka, * 1934, Jesenice, † 21. januar 2010.
Sonja Rozman je za Jugoslavijo nastopila na Poletnih olimpijskih igrah 1952 v Helsinkih, kjer je tekmovala v sedmih disciplinah, najboljši rezultat pa dosegla z osmim mestom ekipno na parterju.